# ブルーに生まれついて
『ブルーに生まれついて』（ブルーにうまれついて、原題: Born to Be Blue）は、2015年のカナダ・イギリス合作の伝記ドラマ映画である。ロバート・バドローが監督と脚本を手がけており、イーサン・ホークがチェット・ベイカーを演じている。第28回東京国際映画祭のコンペティション部門にて『ボーン・トゥ・ビー・ブルー』として上映された。

## キャスト
※括弧内は日本語吹替
- チェット・ベイカー - イーサン・ホーク（咲野俊介）
- ジェーン / エレイン - カルメン・イジョゴ（樋口あかり）
- ディック・ボック - カラム・キース・レニー（広瀬彰勇）
- リード保護観察官  - トニー・ナッポ（英語版）（西村太佑）
- チェズニー・ベイカー・シニア - スティーヴン・マクハティ（堀越富三郎）
- ヴェラ・ベイカー - ジャネット＝レイン・グリーン（英語版）（田村千恵）
- ダニー・フリードマン - ダン・レット（英語版）
- マイルス・デイヴィス - ケダー・ブラウン（さかき孝輔）
- ディジー・ガレスピー - ケヴィン・ハンチャード（英語版）（拝真之介）

## 上映
2015年9月13日、第40回トロント国際映画祭にて上映された。2016年3月11日、カナダで一般公開された。イギリスでは、2016年7月25日に一般公開された。

## 評価
Rotten Tomatoesには100件の批評家レヴューがあり、平均値は7点、支持率は88%だった。Metacriticには32件の批評家レヴューがあり、平均値は64点だった。
『Variety』のアンドリュー・バーカーは、「本作に漂うユーモアの多くはイーサン・ホークに負っており、彼は、筋金入りの麻薬中毒者もチャーミングでスウィートでありうると認めているように見える」と述べて、イーサン・ホークの演技を称賛した。